# Stampin' Ground
Stampin' Ground est un groupe de punk hardcore britannique, originaire de Cheltenham, en Angleterre. Formé en 1995, le groupe emprunte de nombreux éléments au thrash et au groove metal.

## Biographie
Stampin' Ground est formé en 1995, à Cheltenham, en Angleterre. Il publie deux démos dans la même année avant de virer leur batteur et de voir le chanteur Paul Catten quitter le groupe pour se consacrer entièrement à une autre formation du nom de Medulla Nocte. 
En janvier 1997, ils rentrent en studio pour enregistrer un premier album, Demons Run Amok, sur le label allemand We Bite Records. Quelques mois plus tard le groupe décide de ne plus travailler avec leur chanteur Heath Crosby et se voit de ce fait contraint d'annuler une tournée avec Voivod. Le chanteur de Blood Oath Adam Frakes-Sime rejoint Stampin' Ground en janvier 1998 et le groupe tourne en première partie de la tournée anglaise de Madball. Le groupe signe un nouveau contrat avec Century Media et sort leur second album, An Expression of Repressed Violence en octobre. Le groupe en fait la promotion en tournant avec les new-yorkais de Cause for Alarm. En juillet 1999, Stampin' Ground effectue sa première tournée aux États-Unis, toujours en ouverture de Cause for Alarm.
En 2000, le groupe retourne en studio, et publie son troisième album intitulé Carved From Empty Word en juillet. L'année suivante, ils se produisent au With Full Force et au Festival de Dour. En 2002, ils sont rejoints par le batteur Neil Hutton, du groupe Benediction. En 2003 sort A New Darkness Upon Us, un album encore plus influencé que ses prédécesseurs par le thrash metal de Slayer et Exodus. La même année, ils jouent au Download Festival, puis ouvrent sur la tournée européenne d'Arch Enemy début 2004 avant de participer au Furyfest en juin. Le groupe se sépare à la fin de 2006.
Après la séparation du groupe, Adam Frakes-Sime et Ben Frost jouent jusqu'en 2012 dans Romeo Must Die. Stampin' Ground se reforme en 2014 avec quatre anciens membres et le guitariste de Romeo Must Die, Paul Flecher. Le groupe se produit au Sonisphere Festival de Knebworth.
Leur ancien bassiste Ian Glasper est par ailleurs l'auteur de plusieurs ouvrages sur l'histoire du mouvement punk au Royaume-Uni.

## Membres

### Membres actuels
- Scott Atkins - guitare (1995-2006, depuis 2014)
- Adam Frakes-Sime - chant (1998-2006, depuis 2014)
- Neil Hutton - batterie (2002-2006, depuis 2014)
- Ben Frost - basse (2003-2006, depuis 2014)
- Paul Fletcher - guitare (depuis 2014)

### Anciens membres
- Ian Glasper - basse (1995-2003)
- Ade Stokes - batterie (1995-2002)
- Antony Mowbray - guitare (1995-2006)
- Heath Crosby - chant (1995-1997)
- Paul Catten - chant (1995)

## Discographie

### Albums studio
- 1997 : Demons Run Amok
- 1998 : An Expression of Repressed Violence
- 2000 : Carved from Empty Words
- 2003 : A New Darkness Upon Us